# Seznam poslanců Malty (1966–1971)
Seznam poslanců Malty ve 2. volebním období po získání nezávislosti tj. volební období 1966–1971.
| Jméno                        | Strana | Volební okresek | Poznámky                             |
| ---------------------------- | ------ | --------------- | ------------------------------------ |
| Rokku Abdilla                | MLP    | 4               |                                      |
| Joseph Abela                 | MLP    | 5               |                                      |
| Sammy Abela                  | PN     | 9               |                                      |
| Wistin Abela                 | MLP    | 4               |                                      |
| Kalcidon Agius               | MLP    | 6               |                                      |
| Emmanuel Attard Bezzina      | MLP    | 4               |                                      |
| Coronato Attard              | PN     | 10              |                                      |
| Joseph M. Baldacchino        | MLP    | 7               |                                      |
| Agatha Barbara               | MLP    | 2               |                                      |
| Evelyn Bonaci                | MLP    | 6               |                                      |
| Emanuel Bonnici              | PN     | 1               |                                      |
| Albert Borg Olivier De Puget | PN     | 5               |                                      |
| Gaetano Borg Olivier         | PN     | 7               |                                      |
| Giorgio Borg Olivier         | PN     | 1               |                                      |
| Paolo Borg Olivier           | PN     | 6               |                                      |
| Anton Buttigieg              | MLP    | 8               |                                      |
| Alexander Cachia Zammit      | PN     | 4               |                                      |
| Gius. Maria Camilleri        | PN     | 8               |                                      |
| Paul Carachi                 | MLP    | 3               |                                      |
| Tommaso Caruana Demajo       | PN     | 8               |                                      |
| Carmelo Caruana              | PN     | 4               |                                      |
| George Caruana               | PN     | 3               | zemřel; nástupce Fenech Adami, Eddie |
| Joseph F. Cassar Galea       | PN     | 3               |                                      |
| Amabile Cauchi               | PN     | 10              |                                      |
| Guido De Marco               | PN     | 8               |                                      |
| Frans Dingli                 | PN     | 6               |                                      |
| Giovanni Felice              | PN     | 7               |                                      |
| Ferdinand Galea              | PN     | 9               |                                      |
| Kelinu Galea                 | MLP    | 10              |                                      |
| Patrick Holland              | MLP    | 7               |                                      |
| Albert Hyzler                | MLP    | 8               |                                      |
| George Hyzler                | PN     | 5               |                                      |
| Nestu Laviera                | MLP    | 2               |                                      |
| Joseph Micallef Stafrace     | MLP    | 1               |                                      |
| Freddie Micallef             | MLP    | 9               |                                      |
| Ugo Mifsud Bonnici           | PN     | 2               |                                      |
| Dom Mintoff                  | MLP    | 1               |                                      |
| Vincent Moran                | MLP    | 3               |                                      |
| John Muscat                  | PN     | 9               |                                      |
| Josie Muscat                 | PN     | 2               |                                      |
| Philip Muscat                | MLP    | 5               |                                      |
| Paolo Pace                   | PN     | 1               |                                      |
| Daniel Piscopo               | MLP    | 2               |                                      |
| Carmelo Refalo               | PN     | 10              |                                      |
| Philip Saliba                | PN     | 5               |                                      |
| Lorry Sant                   | MLP    | 3               |                                      |
| Guzi Spiteri                 | PN     | 6               |                                      |
| Anton Tabone                 | PN     | 10              |                                      |
| Vincent Tabone               | PN     | 7               |                                      |
| Paul Xuereb                  | MLP    | 9               |                                      |